# Cysteodemus wislizeni
Cysteodemus wislizeni är en skalbaggsart som beskrevs av Leconte 1851. Cysteodemus wislizeni ingår i släktet Cysteodemus och familjen oljebaggar. Inga underarter finns listade i Catalogue of Life.